# Galegos

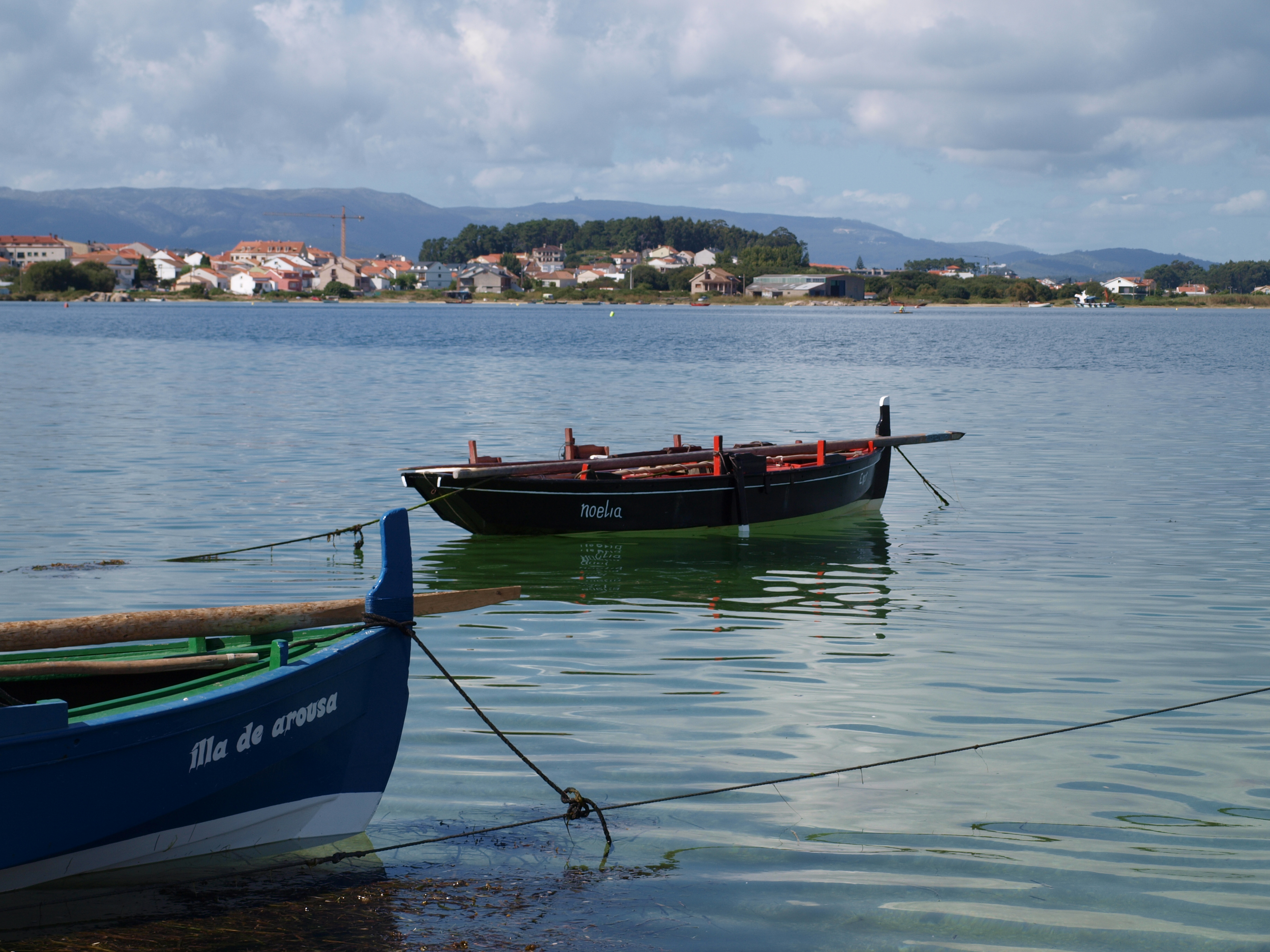
Dornas na ria de Arousa

Os galegos são um grupo nacional, cultural e etnolinguístico que habitam primariamente a Galiza, região espanhola no noroeste da Península Ibérica. Sua língua nativa e histórica é o galego, mas o castelhano é a língua mais amplamente utilizada.
A Comunidade Autónoma da Galiza, um conceito estabelecido na Constituição espanhola de 1978, é composta por quatro províncias: Corunha (em língua galega e oficialmente A Coruña, em reintegrado A Corunha ou Corunha, em castelhano La Coruña), Lugo, Ourense (em galego e oficialmente Ourense, em reintegrado Ourense, em castelhano Orense) e Pontevedra. 
No Estatuto de Autonomia da Galiza de 1981 é reconhecida nacionalidade histórica. Na Sociedade das Nações foi reconhecida nacionalidade europeia em 1933.
Outras áreas de língua galega estão localizadas nas províncias espanholas de Leão e Zamora nas comunidades autónomas de Castela e Leão, das Astúrias e da Estremadura (xalimego).

## População
O organismo estatístico regional da Galiza é o Instituto Galego de Estatística (IGE). Segundo o grupo, em 2008 a população total foi de 2 783 000.
As línguas oficiais são o galego e o espanhol. O conhecimento da língua espanhola é obrigatório de acordo com a constituição espanhola e praticamente universal. Quanto ao uso do galego, após muitos anos de declínio. Atualmente, aproximadamente 82% da população da Galiza fala galego e cerca de 61% da população tem-no como língua materna.

## Cultura

### Celtismo
De raízes célticas, a cultura galega é rica e remonta à época pré-romana. Na Galiza, aproximadamente a metade dos topónimos não latinos transmitidos desde a antiguidade nas obras dos autores e geógrafos clássicos (Pompónio Mela, Plínio, Ptolemeu, etc.), ou nas inscrições epigráficas romanas, resultaram ser de origem celta. Há historiadores que, sem negar essas raízes culturais, acreditam que foram usadas politicamente para afirmar as realidades nacionais da Galiza e de Portugal, em particular no século XIX.
De qualquer forma, "celta" é um termo polissêmico como "latino" pode ser, e os laços entre Galiza e Irlanda foram historicamente destacados pela cultura irlandesa, desde o Lebor Gabála Érenn até as peregrinações do St. James Gate em Dublin ou o exílio após a Fuga dos Condes no século XVI. Santiago tornou-se, segundo o Bispo Thomas Strong (tio de Thomas White, fundador do Colégio dos Irlandeses de Compostela) a "verdadeira capital do povo irlandês no exílio". Dois séculos mais tarde, esta tradição influiu no Rexurdimento e levou à consideração do mito fundador por vários intelectuais galegos (Vicetto, Murguía etc.) e a sua inclusão no hino Os Pinos de Pascual Veiga e Pondal.

### Portugal e Galiza
A similaridade entre as culturas portuguesa e do noroeste da Espanha é marcante e perceptível, a ponto de muitos estudiosos não identificarem uma divisão nítida entre os dois povos irmãos. No que tange ao idioma, por exemplo, sabe-se que as línguas portuguesa e galega compartilham uma origem comum relativamente recente no galego-português e muitos linguistas ainda consideram o galego e o português contemporâneos como dois dialetos de uma mesma língua, corrente na qual se insere o movimento reintegracionista.
Com base em tais semelhanças, as relações culturais entre Portugal e a Galiza têm-se vindo a fortalecer nos últimos anos e este movimento histórico de reaproximação já produz frutos concretos, refletindo-se nomeadamente no reconhecimento por parte da UE do Patrimônio Imaterial Galego-Português.
Entretanto vertentes mais ortodoxas e tradicionais, as quais afirmam que o galego é um idioma mais antigo que o português, têm uma postura diferente, considerando que o português é uma mistura do galaico-português medieval, miscigenado aos dialectos árabes que se usavam no território português ao sul da Península Ibérica, e portanto, idioma de mesma raiz, mas distinto do galego.

## Migrações
Como outras regiões da Espanha, a Galiza tem sido um paradigma da emigração em massa. A emigração galega foi notável para outras partes do país, Portugal, resto da Europa e América do Sul.
Ao contrário de outras regiões espanholas (País Basco e Catalunha) — mais ricas e urbanizadas —, a Galiza manteve-se relativamente fraca, dominada pela agricultura e vilas rurais.
Além do mais, o seu setor agrícola continua a ser um dos mais atrasados em Espanha.
Por essas e outras razões, a Galiza era um exportador de mão de obra para o resto da Espanha. Entre 1900 e 1981, a saída líquida de pessoas da Galiza foi mais do que 825 000 pessoas. Na realidade, a cidade com o segundo maior número de população galega é Buenos Aires, na Argentina, onde imigração da Galiza era tão maciça que todos os espanhóis são agora conhecidos como gallegos (em espanhol, galegos). Durante o governo de Franco houve uma nova onda de emigração da Galiza a outros países europeus, nomeadamente França, Suíça e Reino Unido.
Estima-se que haja, atualmente, cerca de 10 milhões de descendentes ao redor do mundo.

## No Brasil
O gentílico "galego" é atribuído em certas regiões brasileiras a pessoas brancas de cabelos e olhos claros, e na Galiza há de facto uma percentagem de louros algo maior por causas históricas. Também houve uma grande mestiçagem dos descendentes de galegos no Brasil e outros países do mundo.